# Frumoasa americană

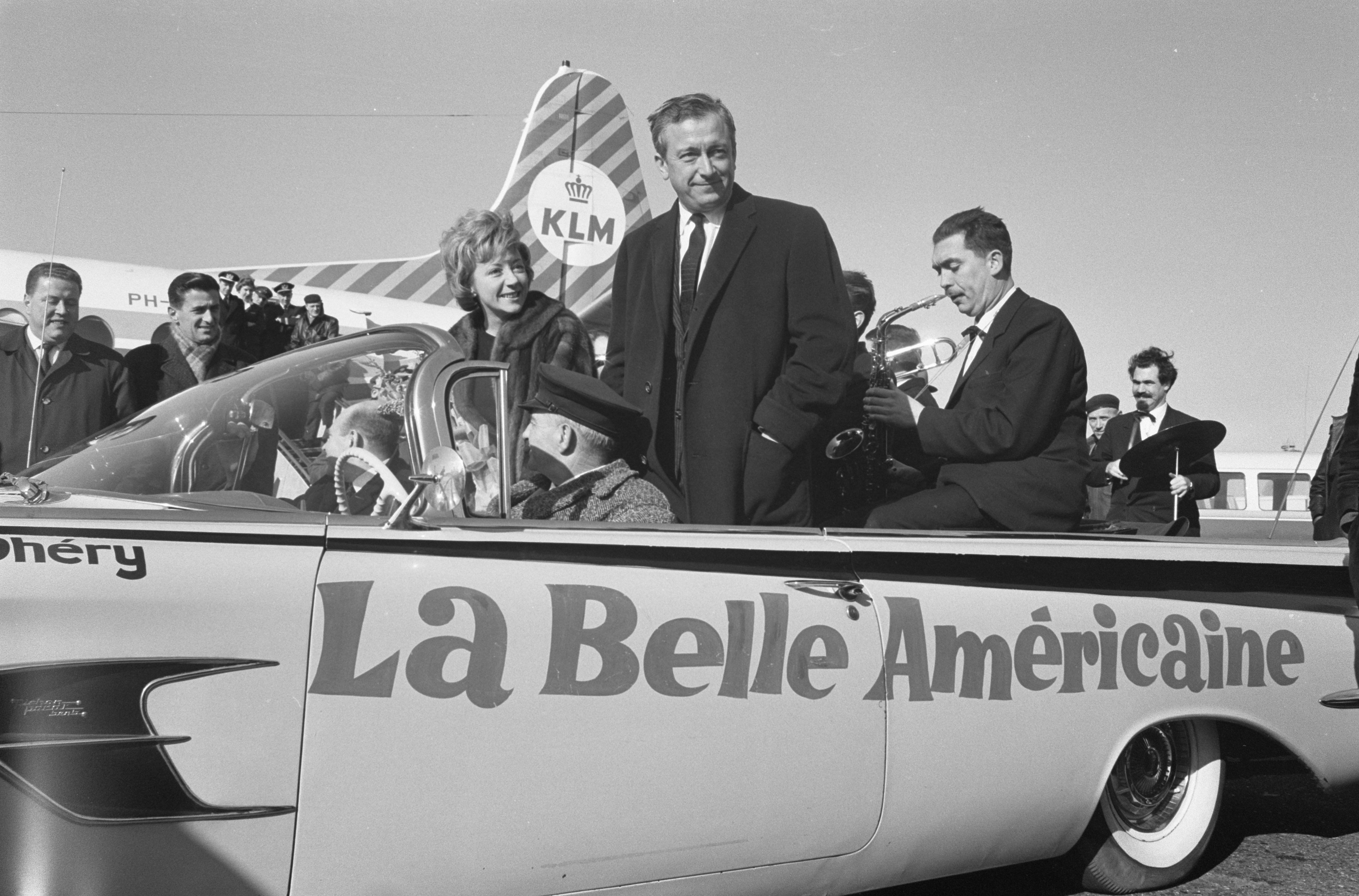
Colette Brosset și Robert Dhéry făcând publicitate pentru film în Olanda

Frumoasa americană (titlul original: în franceză La Belle Américaine) este un film de comedie francez, realizat în 1961 de regizorul Robert Dhéry, protagoniști fiind actorii Louis de Funes, Jean Lefebvre, Guy Grosso și Christian Marin.

## Rezumat
Soția unui bărbat bogat află că soțul ei are o aventură cu o femeie tânără. Ea se răzbună pe el vânzându-i mult iubita mașină mare pe bani puțini. Muncitorul Marcel Perrignon este foarte fericit de acest târg, dar când șeful lui vede mașina, îl invidiază și Perrignon este concediat. Acesta este începutul unui număr de incidente pentru Perrignon.

## Distribuție
- Louis de Funes – Frères Viralot / secretarul / șeful de personal
- Jean Lefebvre – Chougnasse
- Christian Marin – Pierrot
- Guy Grosso – Barbemont
- Michel Modo – Slovak
- Robert Dhéry – Marcel Perrignon
- Colette Brosset – Paulette Perrignon
- Jean Carmet – spărgătorul
- Annie Ducaux – dna. Lucanzas
- Michel Serrault – Chavau
- Bernard Lavalette – ministrul de afaceri
- Pierre Dac – colonelul
- Claude Piéplu – Me Fachepot, notarul
- Jean Richard – lăcătușul
- Alfred Adam – Alfred
- Jacques Legras – Riri
- Jacques Charrier – automobilistul

## Aprecieri
„ Comedie agreabilă, plină de gaguri inteligente și inventive, dar fără ambiții de substanță. Impresionează, totuși, capacitatea lui de Funes de a fi odios rămânând simpatic. ”—T. Caranfil , Dicționar universal de filme 

## Trivia
Mașina folosită în film este un Oldsmobile 88 alb, model 1959.
Filmul este alb-negru, ceea ce era încă obiceiul la acea vreme cu excepția blockbuster-urilor, dar un buget deosebit de îngrijit a făcut posibil să ofere spectatorului ultimele trei minute color. Aceasta este scena finală de la marginea hipodromului Auteuil, urmată de postgeneric.